# Trent Kowalik
Trent Kowalik (Wantagh, 22 febbraio 1995) è un attore, cantante e ballerino statunitense.
Nel 2007 ha interpretato Billy Elliot nell'omonimo musical tratto dal celebre film di Stephen Daldry a Londra e l'anno successivo anche a Broadway. Per la sua performance sulle scene newyorchesi, Trent e gli altri due giovani ballerini hanno vinto il Theatre World Award, Outer Critics Circle Award ed il Tony Award al miglior attore protagonista in un musical.